# Air-India-Flug 245
Auf dem Air-India-Flug 245 von Bombay (heute: Mumbai) nach London mit Zwischenlandungen in Kairo und Genf verunglückte bei einem Flugunfall am 3. November 1950 eine Lockheed L-749 Constellation der Air India nach Bergberührung am Mont-Blanc-Vorgipfel Rocher de la Tournette bei stürmischem Wetter und geringer Sicht.

## Ablauf des Unfalls
Air-India-Flug 245 war ein internationaler Flug unter dem Kommando des britischen Flugkapitäns Alan Saint und zum Unfallzeitpunkt mit 40 Passagieren und 8 Besatzungsmitgliedern im zweiten Abschnitt seiner Gesamtflugstrecke – also von Kairo nach Genf – unterwegs. Das eingesetzte Flugzeug, eine Lockheed L-749 Constellation mit dem Luftfahrzeugkennzeichen VT-CQP, trug die Hersteller-Seriennummer 2506. Es hatte seinen Erstflug im Jahr 1948 und war somit beim Unfall erst 2 Jahre alt. Die Maschine war am Unfalltag um 2 Uhr morgens in Kairo gestartet und befand sich zum Unfallzeitpunkt im Landeanflug auf Genf. Bis dorthin war der Flug ohne bekannt gewordene Probleme verlaufen. Um 10:43 Uhr Ortszeit empfingen die Flughafenkontrolltürme in Grenoble und Genf den letzten Funkspruch mit einer Positions- und Höhenangabe („4.700 m über Voiron“). Wenige Minuten danach verschwand das Flugzeug vom Radar, und es fehlte von ihm zunächst jede Spur. Zum Absturzzeitpunkt herrschten im Unfallgebiet stürmische Wetterbedingungen und sehr schlechte Sicht, so dass eine Suche nicht sofort möglich war. Erst nach Wetterbesserung zwei Tage später, am 5. November 1950, konnte das Flugzeugwrack von einem Schweizer Flugzeug auf der französischen Seite des Mont-Blanc-Massivs im Bereich des 4.677 m hohen Rocher de la Tournette knapp unterhalb des Gipfels gesichtet werden. Die in Folge der Sichtung aufgebrochenen Rettungsmannschaften erreichten die Unfallstelle vier Tage nach dem Absturz und fanden dort keine Überlebenden vor. Wäre das Flugzeug 30 Meter weiter westlich geflogen, hätte es den Berg verfehlt, und der Unfall wäre nicht passiert.

## Kulturelle Bezüge
- Der Roman „Der Berg der Versuchung“ von Henri Troyat, der wiederum Grundlage für den US-amerikanischen Spielfilm „Der Berg der Versuchung“ aus dem Jahr 1956 mit Spencer Tracy und Robert Wagner wurde, basiert auf den Ereignissen dieses Absturzes.

- Im Film „Die fabelhafte Welt der Amélie“ aus dem Jahr 2001 liest die Titelfigur Amélie einen Zeitungsbericht über Bergsteiger, die zufällig auf dem Mont Blanc einen Postsack entdecken und dabei feststellen, dass er von dem Flugunfall der „Malabar Princess“ vor über 40 Jahren stammt. Diese Schlagzeile bewegt Amélie, die einsame Concierge ihres Hauses durch einen gefälschten Liebesbrief ihres verschollenen Ehemannes glücklich zu machen, der sich angeblich in diesem Postsack befunden habe und ihr somit erst jetzt nach mehr als vier Jahrzehnten zugestellt werden konnte.

- Der französische Spielfilm „Malabar Princess“ aus dem Jahr 2004 handelt von einem Jungen, dessen Mutter auf der Suche nach dem Flugzeugwrack der „Malabar Princess“ in den französischen Alpen verschwunden ist und der sich fünf Jahre später auf die Suche nach ihr macht.[2][3]

## Sonstiges
Über 15 Jahre später verunglückte am 24. Januar 1966 in demselben Gebirgsbereich bei Air-India-Flug 101 ein weiteres Flugzeug der Air India, eine Boeing 707-437, wiederum im Landeanflug auf Genf. Bei diesem Unfall kamen ebenfalls alle Personen an Bord ums Leben. Es handelte sich mit 117 Toten um den der Zahl der Todesopfer nach zweitschwersten Flugunfall zu seiner Zeit auf französischem Boden.
Auch Jahrzehnte nach den Flugunfällen werden im Bereich des an der Nordflanke des Mont-Blanc herabfließenden Gletschers Glacier des Bossons immer noch Funde gemacht, die von diesen beiden Unfällen stammen:
- Im Jahr 1986 fand Christian Mollier, der damalige Betreiber des „Chalet du Glacier“, einer bewirtschafteten Berghütte am Fuß des Gletschers auf 1425 m Höhe, vor dem Chalet auf dem Gletscher ein Rad des Fahrwerks der „Malabar Princess“. Das gefundene Rad war vom Gletscher 36 Jahre lang talwärts getragen worden. Es ist jetzt im „Chalet du Glacier“ ausgestellt.[4]
- Im Jahr 2008 fand ein Bergsteiger mehrere indische Zeitungen, die vom 23. Januar 1966 stammten.
- Am 8. September 2012 wurde ein Postsack mit Diplomatenpost des indischen Außenministeriums, der dem Air-India-Flug 101 von 1966 zugeordnet werden konnte und somit über 46 Jahre nach dem Unfall wieder auftauchte, geborgen und an die indische Botschaft in Paris weitergegeben.[5]
- Im September 2013 fand ein französischer Bergsteiger auf dem Gletscher einen kleinen Metallbehälter mit der Gravur Made in India. Dieser enthielt Saphire, Rubine und Smaragde im Wert von mehreren 100.000 €, die vermutlich einem der Passagiere des Air-India-Flugs 101 gehört hatten und für einen Empfänger in London bestimmt gewesen waren.[6][7]
- Am 22. Juni 2014 fand ein französischer Bergsteiger eine Kamera, die einem der Flugzeuginsassen gehörte. Der Film in der Kamera war allerdings zu stark beschädigt, um daraus Fotos entwickeln zu können.
- Im Juli 2017 fand ein französischer Schatzsucher auf dem Glacier des Bossons eine mumifizierte Hand sowie einen Teil eines Oberschenkels.[8]